# Осе (гмина)
Осе (пол. Osie) — сельская гмина (волость) в Польше, входит как административная единица в Свецкий повет, Куявско-Поморское воеводство. Население — 5240 человек (на 2004 год).

## Сельские округа
1. Бжезины
2. Ящ
3. Лонжек
4. Медзно
5. Осе
6. Пруске
7. Раданьска
8. Стара-Жека
9. Тлень
10. Валковиска
11. Вежхы

## Соседние гмины
1. Гмина Цекцын
2. Гмина Джицим
3. Гмина Ежево
4. Гмина Льняно
5. Гмина Осек
6. Гмина Сливице
7. Гмина Варлюбе